# 関西電力前脱原発テント村 (1991年)
関西電力前脱原発テント村は、美浜原子力発電所二号機の事故を契機として、関西電力本社周辺において、おもに1991年3月26日から6月28日に渡って行われた座り込み行動である。特に4月14日以降は、大阪市所有の緑地帯にて「暮らし込み」と呼ばれる長期に渡る抗議行動が継続された。

## 経緯
2月9日美浜原子力発電所二号機で蒸気発生器の伝熱管1本が破断し、原子炉が自動停止、緊急炉心冷却装置(ECCS) が日本で初めて作動するという事故が発生した。のちに、国際原子力事象評価尺度(INES)はこの事故をレベル2と判定している。
原因が不明な事故の発生に、同型炉の停止を関西電力に求める住民が現れた。このため関西電力は、2月12日および2月19日に本社地下1階の関西電力ホールで説明会を開いたが、住民が求める同型炉の停止には応じないまま、説明会を終了させた。この対応を受けて3月26日にはいくつかのグループが関西電力の北側玄関前、南側出入り口前で座り込みを始めた。
3月28日大阪中之島公園で大規模な集会が実施され、その後関西電力前までデモ行進が行われ抗議行動が行われた際に、南側の敷地内に入り込んだ人びとによりさらに長期的な座り込みが始められた。関西電力は南北両玄関のシャッターを閉め、出入り口を警備員で固めたが即時の強制排除は行わず双方の「にらみ合い」が続くこととなった。
しかし4月9日警察等により関西電力の敷地から強制排除が行われ、1名が逮捕されたが数日後に釈放された。その後、関西電力本社から10メートルほど南側の大阪市所有の緑地帯で4月14日に開かれた「野外フェスティバル」という集会を機にその地で再び座り込みが始まった。パオと呼ばれる大型テントや、自炊による食事提供などの設備が整い「暮らし込み」と呼ばれる形態により長期に継続され、手紙なども届けられた。
6月23日にはテント村大運動会が開かれた。様々なイメージトレーニングやゲームにより、100人余りの参加者が打ち解け合い、最後は今でいうフラッシュモブのように15時25分に大阪市役所前に全員が集まり、暮らし込みを続けてきた一人により「断食宣言」が読み上げられ、参加者により獅子舞が披露された。6月24日と26日には、「ドカーン一発村祭り」と称して花火やヨーヨー釣りそして賛同するミュージシャンによるコンサートが行われた。
関西電力株主総会は通常、関西電力本社の地下1階の関電ホールで行われるが、6月27日の総会は万博公園のホールで行われ、そこでも抗議行動が行われた。
6月28日パオなどを自主撤去し、「暮らし込み」は終了となったがさらに座り込みを続ける人びともいた。

## 絵ッ行動
6月23日から26日の間、関西電力に張り巡らされているフェンスに各地から送られた横断幕で飾り立てる行動が行われた。27日には関西電力株主総会の会場周りでも行われた。

## 署名
テント村の活動と同時に「美浜2号と同じ型の原発を動かさないで!!署名」が行われ７万６千名分を超える署名が集められた。関西電力は、何度も受け取りを拒否し続けたが、自主退去した6月28日に受領した。

## 報道
4月1日より「なにがなんでもニュース速報」が、5月25日より向井孝による「脱原発テント村速報新聞」が発行開始。ほかにも「へいたろうだより」などの自主製作新聞が多数作成された。
当時はまだインターネットは普及していなかったが、パソコン通信により全国に発信された。
マスコミでは4月3日に毎日新聞が「関電玄関前に1週間 全国から20人反原発訴え座り込み」として2段記事が、5月24日朝日新聞に「オフィス街に脱原発テント村 家族ぐるみ24時間体制」として1段記事が掲載された。